# 冬景色
『冬景色』（ふゆげしき）は、歌曲。文部省唱歌。作詞、作曲ともに不詳。4分の3拍子。
初出は1913年発行の尋常小学唱歌教材第5学年用（第13曲）。
2006年（平成18年）に文化庁と日本PTA全国協議会が「日本の歌百選」に選定した。

## 歌詞
1. さ霧消ゆる湊江（みなとえ）の
舟に白し、朝の霜。
ただ水鳥の声はして
いまだ覚めず、岸の家。
2. 烏（からす）啼（な）きて木に高く、
人は畑（はた）に麦を踏む。
げに小春日ののどけしや。
かへり咲（ざき）の花も見ゆ。
3. 嵐吹きて雲は落ち、
時雨（しぐれ）降りて日は暮れぬ。
若（も）し灯火（ともしび）の漏れ来（こ）ずば、
それと分かじ、野辺（のべ）の里。